# Adolphe Jourdan
Pour les articles homonymes, voir Jourdan.
Adolphe Jourdan né le 4 août 1825 à Nîmes, ville où il est mort le 22 février 1889, est un peintre français, connu pour ses scènes de genre et ses portraits.

## Biographie
Le 3 avril 1844[réf. souhaitée], Adolphe Jourdanl intègre les Beaux-Arts de Paris en tant qu'étudiant de Charles Jalabert. Honoré pour son travail en 1864 et 1866, il expose au Salon de Paris en 1876 et à New York. À la fin de sa vie, il devient directeur des Beaux-Arts de Paris. 
Il meurt chez lui à la suite d'une attaque d'apoplexie survenue dans son cabinet de travail.

Œuvres d'Adolphe Jourdan
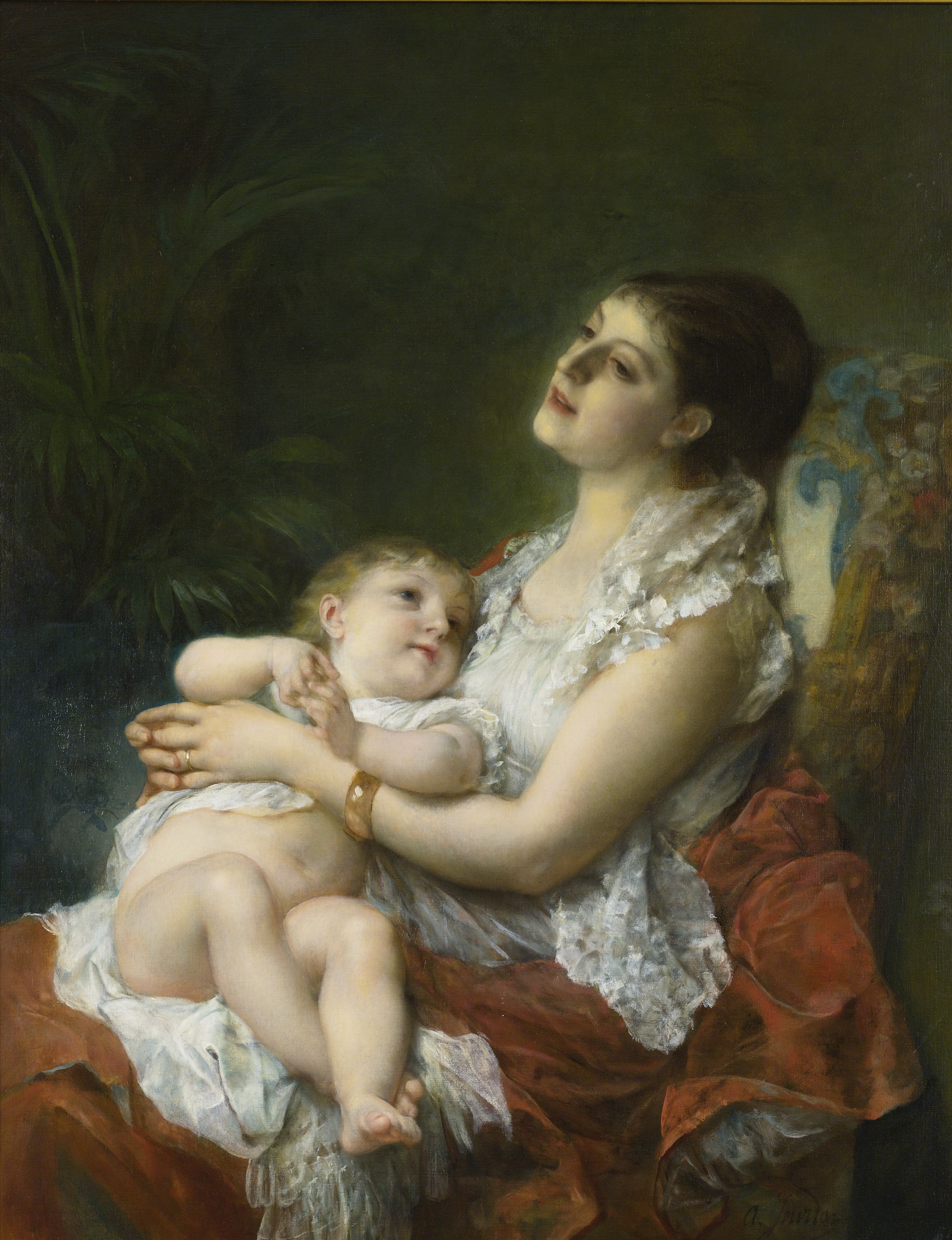
Étreinte maternelle, localisation inconnue.
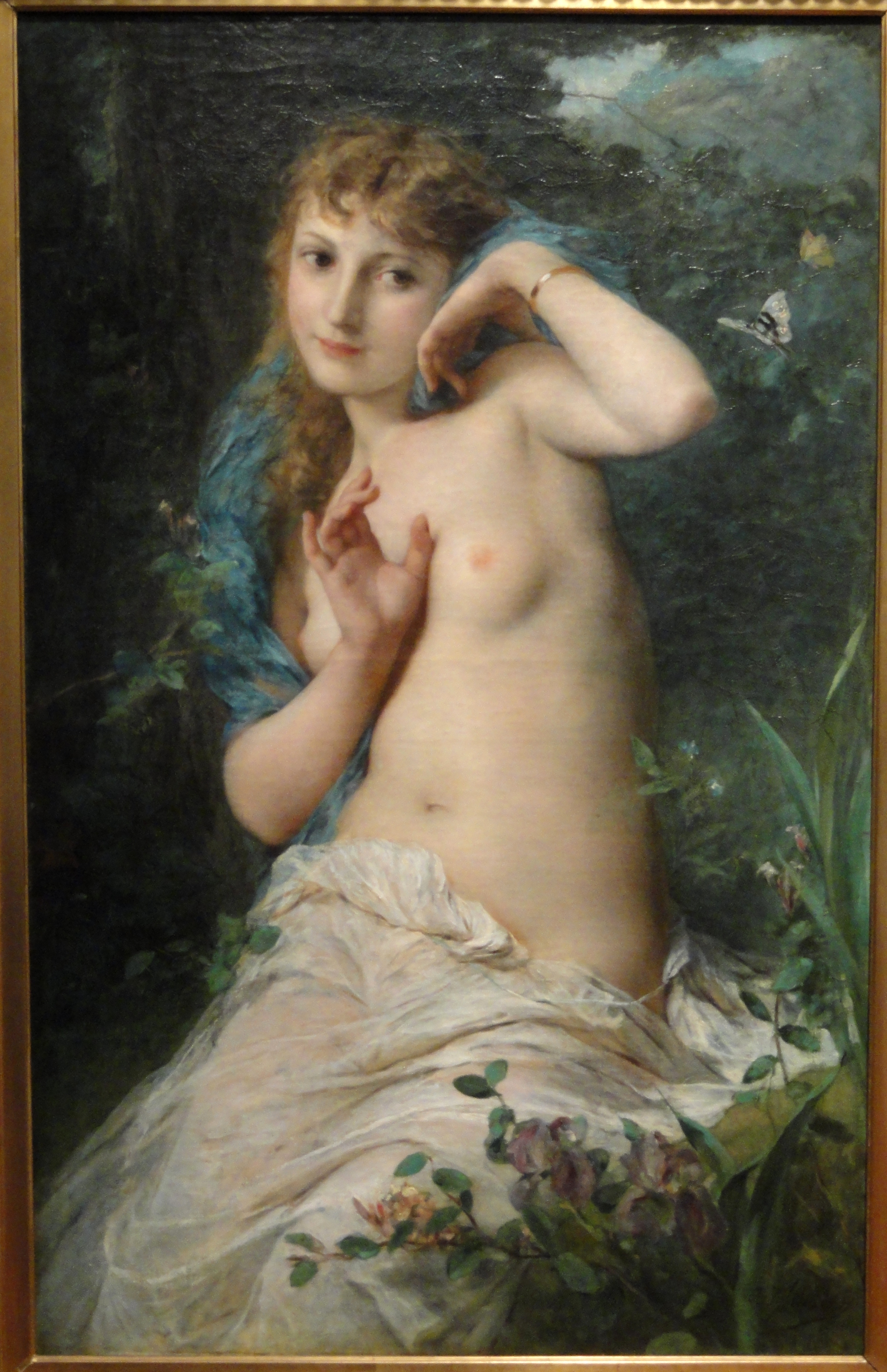
Le Papillon (vers 1860), Springfield , Michele & Donald D'Amour Museum of Fine Arts.
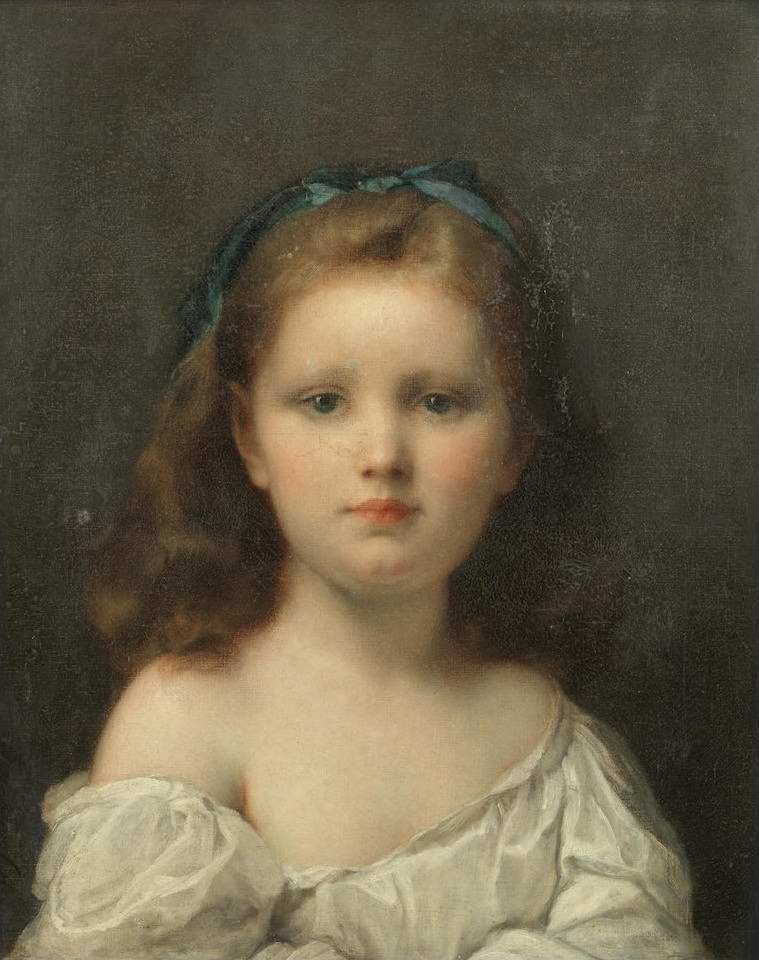
Marquise des Rossi, née Elaghine, localisation inconnue.